# David Eisenbud
David Eisenbud (Nova Iorque, 8 de abril de 1947) é um matemático estadunidense.
É professor de matemática na Universidade da Califórnia em Berkeley, e foi diretor do Mathematical Sciences Research Institute (MSRI), de 1997 a 2007.

## Publicações selecionadas
- Eisenbud, David (1995). Commutative algebra with a view toward algebraic geometry. Col: Graduate Texts in Mathematics. 150. New York: Springer-Verlag. xvi+785. ISBN 0-387-94268-8. MR 1322960
- Eisenbud, David (2005). The geometry of syzygies. A second course in commutative algebra and algebraic geometry. Col: Graduate Texts in Mathematics. 229. New York: Springer-Verlag. xvi+243. ISBN 0-387-22215-4